# Окулус
Окулус (англ. Oculus) — американський містичний трилер з елементами фільму жахів режисера Майка Фленаґана. Прем'єра фільму відбулася 8 вересня 2013 року на Кінофестивалі у Торонто. Фільм вийшов у широкий прокат 11 квітня 2014. Картина заснована на ранньому короткометражному фільмі Фленегана Oculus: Chapter 3 — The Man with the Plan.

## Сюжет
Досягнувши повноліття юнака Тіма Рассела виписують із психіатричної лікарні, де він проходив курс примусового лікування після скоєного ним у десятирічному віці вбивства власного батька. Відразу після вбивства Тім наполягав, що події втрутилися надприродні сили. Тепер, після лікування, він відмовився від цієї думки. Тіма зустрічає старша сестра Кейлі, яка працює аукціоністом, продаючи антикваріат.
Далі сюжет перемежується флешбеками, у яких описується трагедія родини Расселів. У 2002 році інженер-програміст Алан Рассел переїжджає до нового будинку з дружиною Марі, 10-річним сином Тімом та 12-річною донькою Кейлі. Алан купує у свій кабінет велике старовинне дзеркало, після чого в будинку починають відбуватися дива: у Алана та Марі з'являються видіння, потім Алану є примарна жінка Марісоль, Марі впадає в параною. Після того, як Кейлі розповідає, що застала батька з Марісоль, Марі намагається вбити їх із Тімом. Алан садить дружину на ланцюг у власній спальні та перестає звертати увагу на дітей. Кейлі здогадується, що дзеркало має власну волю та керує людьми, викликаючи у них ілюзії. Спроби дітей знайти допомогу провалюються: сусіди не вірять у їхню історію, а на дзвінок лікарю та в поліцію щоразу той самий голос відповідає, що має подзвонити батько.
Алан і Мері намагаються вбити дітей, але Мері раптово приходить до тями і Алан вбиває її. Кейлі та Тім хочуть розбити дзеркало, але їм це не вдається. Алан наздоганяє їх, але в останній момент, схаменувшись, спрямовує на себе пістолет і змушує Тіма натиснути спусковий гачок. Будинок сповнюється примарами жертв дзеркала, але дітям вдається вийти назовні. Поліція бере Тіма під варту. Брат та сестра обіцяють возз'єднатися та знищити дзеркало. Виїжджаючи в поліцейській машині Тім бачить, як примари батьків дивляться йому з вікна.
За минулі роки Кейлі вивчила історію дзеркала і дійшла висновку, що в дзеркалі приховується сутність на ім'я «Окулус», яка живиться життєвою силою людей і керує ними за допомогою ілюзій. Кейлі хоче знищити дзеркало, але добути докази його надприродної сили, щоб виправдати батьків. Використовуючи службове становище, вона заволодіває дзеркалом, відвозить його додому і ставить у кімнату з безліччю відеокамер. Щоб захиститися від дзеркала, вона налаштовує маятник, що вбиває, — пристрій, який розіб'є дзеркало, якщо протягом години ніхто не натисне кнопку скасування. Для страховки вона просить свого нареченого Майкла приїхати, якщо вона перестане відповідати на дзвінки.
Тім намагається переконати сестру, що їхні спогади — плід фантазії, і проводити експеримент нема рації. Брат і сестра сперечаються у кімнаті із дзеркалом до вечора, і раптом виявляють, що відеокамери пересунулися самі собою. На записі вони бачать, що самі переставили камери так, що з поля зору зникла частина кімнати. Але вони про це нічого не пам'ятають. Доводиться визнати, що дзеркало справді керує ними. Вони намагаються залишити сферу впливу дзеркала, але щоразу знову опиняються у будинку. На дзвінок у поліцію їм відповідає той самий голос, що розмовляв із ними у дитинстві. Майкл приїжджає на допомогу, але коли він заходить до будинку, обманена дзеркалом Кейлі вбиває його. У будинку з'являються примари батьків Тіма та Кейлі, примари інших жертв дзеркала. Тім і Кейлі періодично починають відчувати себе дітьми, немов минуле і сьогодення поєднується в подіях, що відбуваються в будинку. У результаті дзеркало вдається заманити Тіма в кімнату, де воно висить, а Кейлі змусити підійти до себе. Тім, що не бачить Кейлі, вирішує знищити дзеркало і вручну активує «маятник». Той, падаючи, вбиває сестру. Дзеркало залишається цілим.
Поліція приїжджає і заарештовує Тіма так само, як і одинадцять років тому. Як і в дитинстві, дорослий Тім кричить, що це зробило дзеркало. Хлопця садять у таку саму машину, і, від'їжджаючи від будинку, він знову бачить, як привиди батьків спостерігають за ним, але до них приєднується доросла Кейлі. Коли поліцейська машина від'їжджає, Кейлі опускає голову, наче на знак поразки.

## У ролях
- Карен Гіллан — Кейлі Рассел
- Анналіза Бассо — Кейлі Рассел в дитинстві
- Брентон Туейтес — Тім Рассел
- Гаррет Райан — Тім Рассел в дитинстві
- Рорі Кокрейн — Алан Рассел
- Кеті Сакхофф — Марі Рассел
- Джеймс Лафферті — Майкл
- Кейт Сігел — Марісоль Чавес.
- Кортні Белл — аукціоністка

## Відгуки
Фільм отримав переважно позитивні відгуки кінокритиків. На сайті Rotten Tomatoes на основі 121 рецензії фільм має рейтинг 74 %, при цьому оцінка користувачів 53 %.